# Psalmebog for Kirke og Hjem
Psalmebog for Kirke og Hjem är en dansk psalmbok. 
Den gavs ut i Köpenhamn, efter kunglig auktorisation, år 1899 på Det Kgl. Vajsenshuses Forlag. Den finns med flera tryckår, bland andra 1912. Ett förord på fyra sidor är undertecknat I det kirkelige Raad d. 6. Oktober 1897. Det inleds med följande ord (översatt till svenska):
Då Roskilde prästkonvent för mer än 40 år sedan gav ut en "Psalmebog til Kirke- og Husandagt", som skulle avlösa den "Evangelisk-christlige" och dess "Tillæg", var alla eniga om att den psalmboken skulle bli en övergångspsalmbok. Den ström av kristen psalmdiktning, som funnits sedan reformationen  har uppbyggt och tröstat den danska allmänheten, och som i 17:e och 18:e århundradet hade fått en så riklig tillökning av Kingos och Brorsons sånger, blev avbruten av den "Evangelisk-christlige Psalmebogs" förbigående eller lemlästande av gamla kärnpsalmer.
Därigenom förklaras urvalet av psalmer i "Psalmebog for Kirke og Hjem". Den innehåller 675 numrerade psalmtexter och en onumrerad, som också finns på svenska Amen sjunge varje tunga!, originaltext av Niels Brorson (1742) och översatt av Lina Sandell (1871). Därefter följer anvisningar om vilka psalmer som bör sjungas under kyrkoåret. 
Psalmboken innehåller ett register med upplysning om vilka psalmer som i nummerordningen finns med och i vilka psalmböcker de funnits med tidigare samt vilka författare konventet identifierat för varje enskild psalm. Därtill finns ett författar- och versregister. Inledningsvis, efter förordet, finns en förteckning med huvudrubriker för olika psalmkaraktärer. Till förteckningen finns också fogad en tabell över jämförelser mellan numren i Konventets Psalmebog och denna "Psalmebog for Kirke og Hjem".

## Fem huvudavsnitt
- 1 Den kristne tro
- 2 Troen paa Gud Fader
- 3 Troen paa Guds Søn
- 4 Troen paa Gud Helligaand
- 5 Aandelige Sange